# ジェシカ・キャプショー
ジェシカ・キャプショー（Jessica Capshaw、1976年8月9日 - ）は、アメリカ合衆国の女優である。

## 来歴
ミズーリ州コロンビア生まれ。母親は女優のケイト・キャプショー、継父は映画監督のスティーヴン・スピルバーグである。
1998年ブラウン大学卒業後、ロンドンの王立演劇学校（RADA）で演劇を学ぶ。
1997年に映画デビュー。2002年から2004年までドラマシリーズ『ザ・プラクティス ボストン弁護士ファイル』にジェイミー・ストリンガー役でレギュラー出演した。

### 私生活
2004年、NPO団体ヘルシー・チャイルド、ヘルシー・ワールドの最高責任者であるクリストファー・ギャヴィガン氏と結婚した。2007年に男児が、2010年に女児が生まれた。

## 主な出演作品

### 映画
| 公開年 | 邦題 原題                                                | 役名                 | 備考                  |
| ------ | -------------------------------------------------------- | -------------------- | --------------------- |
| 2001   | バレンタイン Valentine                                   | ドロシー・ウィーラー |                       |
| 2002   | マイノリティ・リポート Minority Report                   | エヴァンナ           |                       |
| 2006   | ブリタニー・マーフィ in 結婚前にすべきコト The Groomsmen | ジェン               |                       |
| 2020   | ホリデーオンリー: とりあえずボッチ回避法? Holidate       | アビー               | Netflixオリジナル映画 |

### テレビシリーズ
| 放映年    | 邦題 原題                                            | 役名                     | 備考          |
| --------- | ---------------------------------------------------- | ------------------------ | ------------- |
| 1999      | ER緊急救命室 ER                                      | サリー                   | 1エピソード   |
| 1999-2000 | Odd Man Out                                          | ジョーダン               | エピソード    |
| 2002-2004 | ザ・プラクティス ボストン弁護士ファイル The Practice | ジェイミー・ストリンガー | 44エピソード  |
| 2005      | INTO THE WEST イントゥー・ザ・ウエスト Into the West | レイチェル               | ミニシリーズ  |
| 2006      | BONES Bones                                          | レベッカ                 | 2エピソード   |
| 2007      | Lの世界 the L word                                   | ナディア                 | 3エピソード   |
| 2009-2018 | グレイズ・アナトミー 恋の解剖学 Grey's Anatomy       | アリゾナ・ロビンス       | 214エピソード |

## 参照
1. ↑  Jessica Capshaw - IMDB bio
2. ↑  “Reunion Report 1998”.   Brown Alumni Magazine (July/August 2003). 2013年5月25日閲覧。
3. ↑  “Character Bios”.   ABC.com. 2013年6月29日時点のオリジナルよりアーカイブ。 Template:Cite webの呼び出しエラー：引数 accessdate は必須です。
4. ↑  “「グレイズ・アナトミー」のジェシカ・キャプショーに女児誕生”. シネマトゥデイ. (2010年11月2日) 2013年5月25日閲覧。